# 一人旅
一人旅（ひとりたび、solo travelあるいはsingle travel）とは、文字通り、一人で旅をすること。

## 概説
基本的には旅行者自身で交通手段や宿泊する場所などの段取りもつけての単独での旅を指して、この語は用いられている。

### 一人旅のスタイル
一人旅は一人で旅をすれば成立するので様々なスタイルがありうる。
ただし、布施克彦によれば旅行会社のパック旅行では自由とは言い難いのだという。パック旅行では、日常性から離れることはできても旅そのものの持つ自由が得られない、旅行会社の用意するコースをたどるだけの旅をしてもその地を知ったことにはならないと指摘する。分刻みのスケジュールに追い立てられるようにして決められた宿に泊まり、お仕着せの料理を食べて、というのでは自由がなく、その町に暮らす人たちがどんな生活をしているかが理解できないと布施は指摘した。旅行会社のパック旅行に設定されているようなスポットというのは地方の実情から遊離した特殊なところで、中央の旅行会社とつながろうとするようなスポットでしかないのだと布施は述べた。
布施は、一人旅で訪れれば、自分で道を尋ねたり宿の相談をするうちにその町の人々とじかに話をすることで人々の人情に触れることもでき、スケジュールは自分の気持ち次第で自由だから横町など好きなところへ入り込んで行くこともでき、その土地の人々の生活の息遣いも感じることができ、より深くその土地の、作為的ではない、ありのままの姿を知ることができる、といったようなことを言っているわけである。
こうした、自分で段取りをつける一人旅は、交通手段も宿泊場所にも様々なスタイルがありうる。例えば、日本のローカル線で駅弁と車窓（列車）からの景色を楽しむのを目当てに時刻表をにらみフェリーも活用しつつ 夜は例えば民宿や旅館に泊まる旅、アジアをバックパッキングでユースホステルや地元の安宿などを利用しながら巡る旅、輪行袋を用いて自転車と列車を組み合わせて行う日本の島めぐり、ヨーロッパの街道を自転車で行く旅、オートバイにテントも積み野宿をしながら行う一人旅、ヒッチハイクで移動して宿を利用しつつも時には旅先で知りあった人の自宅に泊めてもらうこともある旅、四輪車で道の駅を利用して車中泊で気ままに移動してゆく一人旅 等々等々。他にも挙げればきりがないほど、実に様々なスタイルで行われている。

### 男性の一人旅
布施克彦によれば、組織から自由になりたいのはもちろん家族からも自由になりたいといった男の根本的な願望を叶えるには、夫婦旅行とは違った旅が必要になるのだという。また、友人、幼馴染、いとこ、趣味の仲間といった誰もが持っているであろう人間関係との旅は、組織の中にいる時よりもそれなりに自由ではあるものの、旅を重ねるごとに飽きがくるに違いなく、人間関係に差しさわりが出てきたり、話題も尽き、一緒に行く人との調整も気になるようになれば完全自由な旅ではなくなってしまうという。そこで必要なのが一人旅、中でも手作りの旅だと布施は述べた。
布施は中高年の男性には特にひとり旅を勧めた。そして同じひとり旅をするにしても、何らかのテーマを持って土地を巡ることを布施は勧めた。

### 女性の一人旅
布施によれば女性も旅が好きだが、女性はどちらかと言えば一人旅よりも仲間と一緒にいっておしゃべりも楽しんで食べ物も楽しむのを好むのだという。とはいえ近年では女性の一人旅も増えており、女性向けにバックパッキングで行く一人旅のマニュアル本も出版されている。

## 一人旅に関するアンケート調査
2011年6月に公表された、JTBが一人旅に関して行った（日本での）WEBアンケートの集計結果は次のようなものだった。「一人旅をしたことがありますか?」には60%が「ある」と解答し、男女別では男性は63%、女性は54%だった。一人旅をする理由は、「心身のリラックス」が25%、「趣味の満喫」が19%、「未知の場所に行きたかった」が13%であった。「どのような場所に行きましたか?」との設問については、「景色のきれいなところ」が21%、「都市ステイ」が19%、「温泉地」が15%であった。他にも旅の日数などについても尋ねたという。

## 旅行業での「一人旅」
JTBF旅行実態調査での区分
JTBF旅行実態調査では、「一人旅（ひとり旅）」はもっぱら観光・レクリエーションを目的とする旅行での同行者の有無による区分に用いられている。（つまり、当たり前だが同調査で、あくまで「同行者が無い」ほうに分類されている旅だけが一人旅である。）
宣伝
旅行代理店が1人用のフリープランの宣伝に「一人旅（ひとり旅）」の言葉を用いる例もある。

## 比喩など
下のものも、旅ではないが、比喩などで「一人旅」と形容される。
- 自動車レースにおいて先頭を走る車がレース中盤以降などに他車に圧倒的な差をつけて独走状態で走り続け、そのままゴールインすること。競馬において、大きな着差を付けて逃げ切ること。あるいは抽象的な比喩で、スポーツ・競技のリーグ戦などにおいてある一人(一つ)の選手・チームが他と大きな差をつけている状態。なお「一人旅」という比喩は、やや奇をてらった比喩であり（独特のトーク技術を駆使する古館一郎が1980年代～90年代などにF1レースの中継放送などで多用して広まったが）、もっと普通の日本語では「独走状態」と言う。
- コンピュータゲームにおいて、複数人のパーティを組めるがあえて他者を仲間にしないなどの方法で他キャラクターを排除し、1人（1匹、1体）のキャラクターのみを使ってプレイすることを指す言葉。